# Suore della misericordia di Sées
Le Suore della Misericordia di Sées (in francese Sœurs de la Miséricorde de Sées) sono un istituto religioso femminile di diritto pontificio.

## Storia
La congregazione fu fondata nel 1822 a Sées dal canonico Jean-Jacques Bazin per l'assistenza morale e materiale agli ammalati poveri a domicilio: l'ammissione all'istituto era riservata alle giovani donne che aspiravano alla vita religiosa ma non potevano entrare in altre congregazioni perché povere e sprovviste di dote.
Le prime cinque suore emisero i voti il 21 marzo 1823; lo stesso giorno Alexis Saussol, vescovo di Sées, approvò il regolamento preparato per loro da Bazin.
L'istituto fu riconosciuto civilmente da Luigi Filippo con ordinanza del 13 ottobre 1839; ottenne il pontificio decreto di lode l'8 luglio 1931 e le sue costituzioni ricevettero l'approvazione definitiva il 25 ottobre 1943.

## Attività e diffusione
Le religiose si dedicano alla cura degli orfani e all'assistenza agli ammalati; le loro costituzioni sono di ispirazione ignaziana e la loro spiritualità è incentrata sul culto della Passione di Gesù e dei dolori di Maria.
Oltre che in Francia, le suore sono presenti in Camerun, Spagna, Riunione, Togo; la sede generalizia è a Sées.
Alla fine del 2011 la congregazione contava 134 religiose in 18 case.